# Белдпэйт (нефтяное месторождение)
Белдпэйт (англ. Baldpate) — нефтяное месторождение в США. Расположено в акватории Мексиканского залива. Открыто в ноябре 1991 года. Освоение началось в 1998 году. Глубина моря в районе 470 м.
Нефтеносность связана с отложениями миоценового возраста. Извлекаемые запасы нефти оценивается 50 млн. тонн.
Оператором месторождение является нефтяная компания Kerr-McGee (50%). Его партнер: Ocean Energy (50%).